# Huawei Pay
Huawei Pay — система мобильных платежей, разработанная Huawei Electronics, которая позволяет пользователям осуществлять платежи, используя для этого поддерживаемые мобильные телефоны и другие устройства компании.
Первоначально платёжная система развивалась с опорой на экосистему Android. После ввода санкций против компании Huawei, она была вынуждена начать продвижение собственной экосистемы, включающей магазин приложений Huawei AppGallery, и операционную систему Harmony OS, а выход Huawei Pay на российский рынок задержался. В настоящее время в России Huawei Pay работает исключительно с картами китайской платёжной системы China Union Pay, а с картами других платёжных систем телефоны Huawei работают через формально независимый от Huawei сервис Кошелек Pay.
По состоянию на осень 2020 года с платёжной системой работали все смартфоны серий Huawei и Honor, а также умные часы и фитнес-браслеты компании, поддержка Huawei Pay обеспечивалась всего тремя российскими банками — Россельхозбанком, банком Восточный и Газпромбанком. В декабре 2020 года к числу банков-партнёров системы присоединился банк Солидарность.